# Jim Croce
Jim Joseph Croce (10. ledna 1943 – 20. září 1973) byl americký folkový a rockový písničkář. Nahrál celkem pět alb mezi roky 1966 a 1973, zatímco se živil prací v několika zaměstnáních. Své první album Facets vydal na vlastní náklady v roce 1966. Výrobu 500 kopií a Croce financoval ze svatebního daru od svých rodičů. Další album Jim & Ingrid Croce vydal v roce 1969 ve spolupráci se svou manželkou Ingrid. Poté co se na začátku 70. let dal dohromady s textařkou a kytaristou Maurym Muehleisenem se mu konečně podařilo prorazit s se svým třetím albem You Don't Mess Around with Jim. Z něho se proslavila především píseň "Time in a Bottle", která po autorově smrti dosáhla prvního místa na americké hitparádě. To se povedlo ještě písni "Bad, Bad Leroy Brown" z následující alba Life and Times.
20. září 1973 na vrcholu popularity a den před vydáním hlavního singlu z jeho pátého alba I Got a Name Croce spolu s pěti dalšími zemřel při havárii letadla. Jeho hudba v průběhu 70. let dále nabírala na popularitě, jeho syn A. J. Croce se v 90. letech stal písničkářem.

## Mládí a vzdělání
Croce se narodil 10. ledna 1943 (některé zdroje uvádí 1942) v Jižní Filadelfii ve státě Pensylvánie. Rodiče Albert Croce a Flora Mary (Babusci) Croce byli italští Američané, jejichž rodiče imigrovali z Trasacca v Abruzzu a Balsorana a Palerma na Sicílii.
Croce vyrostl v Upper Darby Township v Pensylvánii, nedaleko od rodné Filadelfie. Chodil do místní školy, kde odmaturoval v roce 1960. Poté rok navštěvoval školu Malvern Preparatory, než byl přijat na univerzitu ve Villanově, kde vystudoval psychologii a němčinu. Byl členem Villanova Singers a Villanova Spires.

## Kariéra

### Raná kariéra
Croce se hudbě začal věnovat až při svém studiu ve Villanově, kde se stal vedoucím vysokoškolské zpěvácké skupiny Villanova Singers. Založil i několik kapel a koncertoval na vysokoškolských akcích, kavárnách a dalších filadelfských univerzitách. Hrál "cokoliv, co lidi chtějí slyšet: blues, rock, a capella...cokoliv." Croceho kapela se účastnila studentské výměny v Africe, Středním Východě a Jugoslávii, což později komentoval: "Prostě jsme jedli to, co oni, žili v lese a hráli naše písničky. Samozřejmě tam nemluvili anglicky, ale když věříte v to, co zpíváte, lidi to pochopí." 29. listopadu 1963 Croce potkal svou budoucí manželku Ingrid Jacobsonovou ve filadelfském konvenčním centru během tzv. hootenanny, improvizátorské hudební soutěže, kde dělal porotce.
Své první album Facets vydal v roce 1966 v 500 kopiích na vlastní náklady. Finance získal jako svatební dar od svých rodičů, pod podmínkou, že je použije k vydání alba. Doufali, že se Croce vzdá hudby poté, co album propadne a začne se věnovat tradičnějšímu zaměstnání. Album však bylo úspěšné a prodaly se všechny kopie.

### 60. léta
Croce se oženil s Ingrid Jacobsonovou v roce 1966, a protože jeho žena byla Židovského původu, konvertoval z Katolicismu k Judaismu. Svatba proběhla tradičním Židovských obřadem. Ještě toho roku Croce narukoval do armády v New Jersey, aby se vyhnul nasazení ve Vietnamu. Do armády odjel týden po líbánkách a sloužil čtyři měsíce. Měl sklony k odmítání autority a základní výcvik prodělal dvakrát. Řekl, že bude připraven, "pokud někdy bude válka a my se budeme muset bránit mopem."
Do začátku 70. let koncertoval se svou ženou jako duo. Jejich vystoupení zprvu zahrnovala písně od umělců jako byli Ian & Sylvia, Gordon Lightfoot, Joan Baez nebo Arlo Guthrie, ale postupně začali psát své vlastní písně. Během tohoto období se Crocemu podařilo zajistit si dlouhodobé zaměstnání jako hudebník v pensylvánské restauraci Riddle Paddock. Jeho vystoupení se skládala z mnoha žánrů, včetně blues, country, rocku a folku.
V roce 1968 manžele objevil producent Tommy West a přesvědčil je, aby se přestěhovali do New Yorku. Manželský pár strávil čas v oblasti Kingsbridge a nahrál své první album s Capitol Records, . Podle Ingrid ujeli během následujících dvou let více než 300 000 mil (480 000 kilometrů). Hráli v malých klubech a vysokých školách v rámci promoce svého alba Jim & Ingrid Croce.
Život a hudební průmysl v New Yorku se jim ale zprotivil, a tak prodali téměř všechny kytary, aby zaplatili nájem a vrátili se na pensylvánský venkov. Usadili se na staré farmě v Lyndellu, kde hráli za 25 dolarů za noc. Croce začal pracovat jako řidič nákladních aut, stavbař a učitel hry na kytaru, zatímco pokračoval v psaní písní, často o lidech, které potkal v místních barech a svých zkušenostech z práce. Mezi těmito písněmi byly např. "Big Wheel" nebo "Workin' at the Car Wash Blues".

### 70. léta
V roce 1970 se Croce díky svému kamarádovi producentovi Joe Salviuolovi potkal s klavíristou a písničkářem Maurym Muehleisenem. Salviulo Muehleisena potkal, když učil na vysoké škole Glassboro State College v New Jersey a seznámil ji s Crocem v kanceláři Tommyho Westa a Terryho Cashmana v New Yorku. Croce Muehleisena zprvu jen doprovázel na kytaru, ale později se role obrátily.
Když Ingrid otěhotněla, Croceho odhodlání živit se hudbou zesílilo. Poslal kazetu se svými novými písněmi kamarádovi a producentovi do New Yorku v naději, že si zajistí smlouvu s vydavatelem. Jejich syn Adrian James Croce se narodil v září roku 1971. Ingrid zůstala doma a Croce se vydal na promoční turné.
Roku 1972 podepsal smlouvu na tři nahrávky s ABC Records a vydal dvě alba: You Don't Mess Around with Jim a Life and Times. Singly "You Don't Mess Around with Jim", "Operator (That's Not the Way It Feels)" a "Time in a Bottle" byly hojně hrány rádiovými stanicemi. Stejného roku se s rodinou přestěhoval do Sad Diega. Začal se objevovat v televizi, jeho debut v národní televizi se odehrál 12. srpna na pořadu American Bandstand. Dále pak 14. srpna účinkoval v pořadu The Tonight Show a 20. a 21. září na The Dick Cavett Show.
Poté se Croce s Muehleisenem vydal na turné po USA. Vystupovali převážně ve větších kavárnách, univerzitních kampusech a folkových festivalech. Začala ho však trápit jeho finanční situace. Jeho nahrávací společnost mu poskytla peníze na nahrávání, ale velká část jeho výdělku šla na splacení zálohy. V únoru 1973 se turné s pozitivním ohlasem od kritiků i diváků pokračovalo v Evropě s vystoupeními v Londýně, Paříži, Amsterdamu, Monte Carlu, Curychu a Dublinu. Croce 15. června spoluuváděl televizní pořad The Midnight Special a 19. července vystoupil na The Helen Reddy Show, když jeho nejznámější single "Bad, Bad Leroy Brown" dosáhl první příčky americké hitparády.
Croce s Muehleisenem se do srpna vrátili do Londýna a vystoupili v britském televizním pořadu The Old Grey Whistle Test, kde zazpívali píseň "Lover's Cross" a "Workin' at the Car Wash Blues" z jejich nadcházejícího alba I Got a Name, které Croce dokončil jen týden před svou smrtí. Na turné se mu stýskalo po domově a rozhodl se si po turné odpočinout od hudby a usadit se s rodinou. V dopise, který Ingrid dorazil až po jeho smrti jí napsal, že se rozhodl stáhnout se z veřejnosti, skončit s hudbou a místo toho se věnovat psaní povídek a filmových scénářů.

## Úmrtí
O čtvrteční noci 20. září 1973, během Croceho turné, které čítalo 45 vystoupení, den před vydáním singlu "I Got a Name" Croce spolu s pěti dalšími zemřel, když jejich letadlo Beechcraft E18S v 22:45 narazilo do stromu během vzletu z letiště Natchitoches Regional Airport v Natchitoches ve státě Louisiana. Crocemu bylo v době nehody 30 let. Dalšími oběťmi byli pilot Robert N. Elliott, Croceho hudební doprovod Maury Muehleisen, kterému bylo 24 let, komik George Stevens, který byl jejich předskokanem a Croceho manažeři Kenneth D. Cortese a Dennis Rast. Hodinu před havárií Croce odehrál koncert v Prather Coliseum. Let směřoval do Shermanu ve státě Texas, kde měl proběhnout koncert na Austin College.
Vyšetřování vedla agentura National Transportation Safety Board (NTSB), která za pravděpodobnou příčinu havárie vyhodnotila selhání pilota způsobené sníženou viditelností. Pilot Robert N. Elliott, kterému bylo 57 let trpěl ischemickou srdeční chorobou a před letem podstoupil tři míle dlouhý běh z motelu na letiště. Měl nejvyšší letecký certifikát Airline Transport Pilot (ATP), celkem 14 290 nalétaných hodin a 2190 hodin na stroji typu Beech 18. Pozdější vyšetřování uvádí jako jedinou příčinu selhání pilota dezorientaci způsobenou smyslovou iluzí zvanou "the black hole approach", která nastane, když pilot kvůli nízké viditelnosti ztratí pojem svém okolí.
Croce je pohřbený na hřbitově Hayma Salomona ve Frazeru, ve státě Pensylvánie.

## Odkaz
Album I Got a Name vyšlo 1. prosince 1973. Posmrtné vydání obsahovalo tři hity: "Workin' at the Car Wash Blues", "I'll Have to Say I Love You in a Song" a titulní píseň "I Got a Name", která byla použita jako hlavní téma k filmu The Last American Hero, vydaném dva měsíce před jeho smrtí. Píseň "I'll Have to Say I Love You in a Song" dosáhla na 9. příčku v americké hitparádě singlů.
ABC Records sice původně píseň "Time in a Bottle" nevydali jako single, ale jeho předčasná smrt dodala jejímu textu pojednávajícím o smrtelnosti a nedostatku času ještě větší váhu. Písni se následně dostalo oblibě v rádiích a po opětovném vydání se stala Croceho druhým a posledním hitem, který dosáhl první příčky hitparády, po dvou týdnech se na začátku ledna 1974 k vrcholu hitparády vyšplhalo album You Don't Mess Around with Jim, kde zůstalo pět týdnů. Sedm týdnů po vydání pak album I Got a Name dosáhlo 2. příčky.
Album největších hitů s názvem Photographs & Memories bylo vydáno roku 1974. Další posmrtná vydání zahrnují Home Recordings: Americana, The Faces I've Been, Jim Croce: Classic Hits, Down the Highway, Have You Heard: Jim Croce Live a DVD a CD vydání jeho televizních vystoupení. V roce 1990 byl uveden do písničkárské síně slávy.
Album kapely Queen z roku 1974 s názvem Sheer Heart Attack obsahuje píseň "Bring Back That Leroy Brown", která názvem a textem odkazuje na Croceho píseň "Bad, Bad Leroy Brown".
V roce 1985 Ingrid otevřela Croce's Restaurant & Jazz Bar, restauraci o jejíž založení před jeho smrtí vtipkovala s manželem ve čtvrti Gaslamp Quater v San Diegu. Restauraci vlastnila a spravovala až do jejího zavření 31. prosince 2013. Téhož měsíce otevřela Croce's Park West poblíž Balboa Parku, který zanikl v lednu 2016.
V roce 2012 vydala Ingrid Croce memoár o svém manželovi nazvaný I Got a Name: The Jim Croce Story.
Roku 2022 byl nedaleko Croceho farmy v Lyndellu vztyčen Pennsylvania Historical Marker k uctění jeho památky.

## Diskografie
- Facets (1966)
- Jim & Ingrid Croce (1969)
- You Don't Mess Around with Jim (1972)
- Life and Times (1973)
- I Got a Name (1973)